# Odontocera armipes
Odontocera armipes är en skalbaggsart som beskrevs av Dmytro Zajciw 1963. Odontocera armipes ingår i släktet Odontocera och familjen långhorningar. Inga underarter finns listade i Catalogue of Life.